# Копа Америка у фудбалу за жене 2006.
Копа Америка у фудбалу за жене 2006. (шп. Campeonato Sudamericano de Fútbol Femenino 2006, енгл. 2006 South American Women's Football Championship), је било пето издање Јужноамеричког женског првенства у фудбалу (сада познатог као Копа Америка Феменина) и одредила репрезентацију из Конмебола за Светско првенство у фудбалу за жене 2007. и фудбалски турнир Олимпијских игара 2008. Турнир је одржан од 10. до 26. новембра у аргентинском граду Мар дел Плата.
Домаћин Аргентина је први пут освојила турнир и пласирала се на своје друго Светско првенство у фудбалу за жене и свој први олимпијски турнир. Другопласирани Бразил се такође квалификовао за Светско првенство, али је морао да се суочи са Ганом у плеј-офу да би се квалификовао за Олимпијске игре.

## Град и стадион
Као и у издању из 1998. године, једино место које се користило за турнир је био стадион „Хосе Марија Минеља”, такође познат као Естадио Мундиалиста.
| Мар дел Плата              |
| -------------------------- |
| Стадион Хосе Марија Минеља |
| Капацитет: 35.354          |
|                            |

## Правила
Формат турнира је био сличан издању из 1998. године. Садржи прво коло, где је десет тимова подељено у две групе од по пет тимова. Два најбоља тима у групама пролазе у финалну рунду, уместо у нокаут фазу.
Финална рунда је била постављена у Бергеровом формату, где је сваки тим играо по један меч против сваког од осталих тимова у групи. Два најбоља тима у групи су се квалификовала за Светско првенство у фудбалу за жене 2007. у Народној Републици Кини, а првопласирани тим је освојио турнир.
За победу су додељена три бода, за реми један бод, а за пораз нула поена.
- У случају нерешеног резултата
  - Ако тимови заврше са изједначеним бројем поена, користе се следећа правила:

  1. већа гол разлика у свим групним утакмицама,
  2. већи број постигнутих голова у свим групним утакмицама,
  3. победник у директној утакмици између тимова у питању,
  4. извлачење жреба.

### Групна фаза
| Објашњење за боје у групној табели | Објашњење за боје у групној табели                      |
| ---------------------------------- | ------------------------------------------------------- |
|                                    | Победници група и другопласирани пролазе у финалну фазу |

- Наведена времена су била UTC-3.

#### Група А
| Екипа     | Ута | Поб | Нер | Изг | ГД | ГП | ГР  | Бод |
| --------- | --- | --- | --- | --- | -- | -- | --- | --- |
| Аргентина | 4   | 4   | 0   | 0   | 17 | 1  | +16 | 12  |
| Уругвај   | 4   | 2   | 0   | 2   | 4  | 4  | 0   | 6   |
| Еквадор   | 4   | 1   | 1   | 2   | 4  | 5  | −1  | 4   |
| Колумбија | 4   | 1   | 1   | 2   | 4  | 11 | −7  | 4   |
| Чиле      | 4   | 1   | 0   | 3   | 5  | 13 | −8  | 3   |

| Чиле                    | 1 : 2    | Еквадор                |
| ----------------------- | -------- | ---------------------- |
| Карина Албина Рејес 34’ | Извештај | Мабел Веларде 39’, 50’ |

| Аргентина                                    | 2 : 1    | Уругвај            |
| -------------------------------------------- | -------- | ------------------ |
| Аналија Алмеида 4’ · Марија Белен Потаса 63’ | Извештај | Анхелика Соуза 11’ |

| Колумбија         | 1 : 0    | Уругвај |
| ----------------- | -------- | ------- |
| Луиса Москозо 17’ | Извештај |         |

| Чиле | 0 : 8    | Аргентина |
| ---- | -------- | --- |
|      | Извештај | Мариа Белен Потаса 4’, 22’ · Мариела Корнел 8’ · Аналија Алмеида 27’ · Андреа Сузана Охеда 30’ · Росана Итати Гомез 70’ · Клариса Белен Убер 79’ · Аналија Ирмбрухнер 86’ |

| Еквадор | 0 : 1    | Аргентина              |
| ------- | -------- | ---------------------- |
|         | Извештај | Росана Итати Гомез 54’ |

| Колумбија                    | 1 : 3    | Чиле                                               |
| ---------------------------- | -------- | -------------------------------------------------- |
| Белен Аурора Гате 71’ (а.г.) | Извештај | Валеска Каролина Ариас 8’ · Натали Кезада 81’, 87’ |

| Уругвај                                            | 2 : 1    | Чиле             |
| -------------------------------------------------- | -------- | ---------------- |
| Карла Кинтерос 43’ · Марија Хосе Барера 76’ (а.г.) | Извештај | Натали Кезада 4’ |

| Еквадор                                 | 2 : 2    | Колумбија                               |
| --------------------------------------- | -------- | --------------------------------------- |
| Мабел Веларде 28’ · Марианела Вивас 47’ | Извештај | Јулиед Саведра 62’ · Даниела Молина 69’ |

| Аргентина | 6 : 0    | Колумбија |
| --- | -------- | --------- |
| Росана Итати Гомез 3’ · Фабијана Ваљехос 21’, 52’ · Флоренсија Кињонес 27’ · Клариса Белен Убер 46’ · Андреа Сусана Охеда 57’ | Извештај |           |

| Уругвај               | 1 : 0    | Еквадор |
| --------------------- | -------- | ------- |
| Алехандра Лаборда 67’ | Извештај |         |

#### Група Б
| Екипа     | Ута | Поб | Нер | Изг | ГД | ГП | ГР  | Бод |
| --------- | --- | --- | --- | --- | -- | -- | --- | --- |
| Бразил    | 4   | 4   | 0   | 0   | 18 | 2  | +16 | 12  |
| Парагвај  | 4   | 3   | 0   | 1   | 11 | 7  | +4  | 9   |
| Венецуела | 4   | 1   | 1   | 2   | 4  | 10 | −6  | 4   |
| Перу      | 4   | 1   | 0   | 3   | 3  | 7  | −4  | 3   |
| Боливија  | 4   | 0   | 1   | 3   | 4  | 14 | −10 | 1   |

| Боливија         | 1 : 1    | Венецуела            |
| ---------------- | -------- | -------------------- |
| Анализа Риос 52’ | Извештај | Хајдлин Еспиноза 53’ |

| Парагвај          | 1 : 4    | Бразил                                                                  |
| ----------------- | -------- | ----------------------------------------------------------------------- |
| Мирта Аларкон 69’ | Извештај | Кристин Розеира 19’, 53’ · Даниела Алвез Лима 46’ · Ајлин Пелегрино 59’ |

| Перу | 0 : 2    | Бразил                                      |
| ---- | -------- | ------------------------------------------- |
|      | Извештај | Кристин Розеира 6’ · Елејн Естела Моура 80’ |

| Боливија        | 1 : 5    | Парагвај                                                                              |
| --------------- | -------- | ------------------------------------------------------------------------------------- |
| Хенет Морон 40’ | Извештај | Лурд Ортиз 1’ · Дулсе Квинтана 8’, 43’ · Мирта Аларкон 56’ (пен.) · Лурд Мартинез 83’ |

| Венецуела        | 1 : 3    | Парагвај                               |
| ---------------- | -------- | -------------------------------------- |
| Елвис Ловера 20’ | Извештај | Ирма Куевас 63’, 81’ · Моника Вега 66’ |

| Перу                                             | 2 : 1    | Боливија         |
| ------------------------------------------------ | -------- | ---------------- |
| Гваделуп Чинчила 61’ (а.г.) · Гледис Дорадор 63’ | Извештај | Маит Заморано 8’ |

| Бразил | 6 : 1    | Боливија               |
| --- | -------- | ---------------------- |
| Даниел Алвез Лима 7’ · Кристијана Розеира 8’, 22’, 60’ · Моника Анхелика де Пола 13’ · Елејн Естрела Мора 44’ | Извештај | Ханет Морон 43’ (пен.) |

| Венецуела                    | 2 : 0    | Перу |
| ---------------------------- | -------- | ---- |
| Лирија Андреа Ферер 29’, 73’ | Извештај |      |

| Парагвај                    | 2 : 1    | Перу                      |
| --------------------------- | -------- | ------------------------- |
| Моника Вега 67’, 81’ (пен.) | Извештај | Мирјам Тристан 87’ (пен.) |

| Бразил | 6 : 0    | Венецуела |
| --- | -------- | --------- |
| Даниела Алвес Лима 1’ · Рената Апаресида да Коста 12’ · Мишел Апаресида Переира Рејс 27’, 45’ · Кристијана Розеира 56’ · Даниела дос Сантос де Паула 81’ | Извештај |           |

### Финална фаза
Аргентина и Бразил су се квалификовали за Светско првенство у фудбалу за жене 2007. и Летње олимпијске игре 2008, иако је другопласирани Бразил морао да игра интерконтинентални плеј-оф, који је на крају добио у утакмици против Гане.
| Екипа     | Ута | Поб | Нер | Изг | ГД | ГП | ГР  | Бод | Квалификације         |
| --------- | --- | --- | --- | --- | -- | -- | --- | --- | --------------------- |
| Аргентина | 3   | 2   | 1   | 0   | 4  | 0  | +4  | 7   | СП 2007. и ОИ 2008.   |
| Бразил    | 3   | 2   | 0   | 1   | 12 | 2  | +10 | 6   | СП 2007. и ОИ плеј−оф |
| Уругвај   | 3   | 1   | 0   | 2   | 3  | 10 | −7  | 3   |                       |
| Парагвај  | 3   | 0   | 1   | 2   | 2  | 9  | −7  | 1   |                       |

| Аргентина | 0 : 0    | Парагвај |
| --------- | -------- | -------- |
|           | Извештај |          |

| Бразил | 6 : 0    | Уругвај |
| --- | -------- | ------- |
| Данијела Алвес Лима 11’, 23’ (пен.) · Гразиеље Пинеиро Насименто 47’, 86’ · Елејн Естрела Моура 64’ · Кристијана Розеира 72’ (пен.) | Извештај |         |

| Аргентина                                      | 2 : 0    | Уругвај |
| ---------------------------------------------- | -------- | ------- |
| Мариса Изабел Перез 71’ · Лудмила Маниклер 76’ | Извештај |         |

| Бразил                                                                                               | 6 : 0    | Парагвај |
| --- | -------- | -------- |
| Кристијана розеира 6’, 27’ (пен.), 62’, 64’ · Данијела Алвес Лима 36’ · Рената Апаресидада Коста 68’ | Извештај |          |

| Уругвај                      | 3 : 2    | Парагвај             |
| ---------------------------- | -------- | -------------------- |
| Анхелика Соуза 27’, 62’, 67’ | Извештај | Ирма Куевас 17’, 44’ |

| Аргентина                                        | 2 : 0    | Бразил |
| ------------------------------------------------ | -------- | ------ |
| Ева Надја Гонзалез 66’ · Марија Белен Потаса 68’ | Извештај |        |

## Статистика

### Голгетерке
12. голова
- Кристијана Розеира

6. голова
- Данијела Алвес Лима

4. гола
- Марија Белен Потаса
- Ирма Куевас
- Анхелика Соуза

### Финална табела
| Поз                      | Екипа     | Ута | Поб | Нер | Изг | ГД | ГП | ГР  | Бод |
| ------------------------ | --------- | --- | --- | --- | --- | -- | -- | --- | --- |
| 1                        | Аргентина | 7   | 6   | 1   | 0   | 21 | 1  | +20 | 19  |
| 2                        | Бразил    | 7   | 6   | 0   | 1   | 30 | 4  | +26 | 18  |
| 3                        | Уругвај   | 7   | 3   | 0   | 4   | 7  | 14 | –7  | 9   |
| 4                        | Парагвај  | 7   | 3   | 1   | 3   | 13 | 16 | –3  | 10  |
| Елиминисане у првој фази |           |     |     |     |     |    |    |     |     |
| 5                        | Еквадор   | 4   | 1   | 1   | 2   | 4  | 5  | −1  | 4   |
| 6                        | Венецуела | 4   | 1   | 1   | 2   | 4  | 10 | −6  | 4   |
| 7                        | Колумбија | 4   | 1   | 1   | 2   | 4  | 11 | −7  | 4   |
| 8                        | Перу      | 4   | 1   | 0   | 3   | 3  | 7  | −4  | 3   |
| 9                        | Чиле      | 4   | 1   | 0   | 3   | 5  | 13 | −8  | 3   |
| 10                       | Боливија  | 4   | 0   | 1   | 3   | 4  | 14 | −10 | 1   |